# 激しい恋
「激しい恋」（はげしいこい）は、西城秀樹の9枚目のシングル。1974年5月25日にRCAから発売された。

## 解説
- 「ちぎれた愛」以来の安井かずみと馬飼野康二のコンビによる作品である[4]。
- 代表曲の1つであり、冒頭の「♪やめろと言われても～」の歌詞と直後のアクションが大流行した。
- オリコンでは「愛の十字架」以来の1位獲得はならなかったものの、第2位を4週連続で記録し（100位内19週）、58.4万枚のビッグ・セールスとなった[2]。これは「YOUNG MAN (Y.M.C.A.)」に次ぐセールス記録となっている[5]。1974年度の年間シングル・チャートでは第8位に輝いた[2][3]。

## トピックス
- アニメ『ルパン三世』のTVスペシャル第4弾『ルパン三世 ロシアより愛をこめて』の作品中に、ルパンがこの歌詞を口ずさむシーンがある。

## 収録曲
（全作曲・編曲：馬飼野康二）
1. 激しい恋
作詞：安井かずみ
2. 悪夢
作詞：さいとう大三

## この頃のできごと
- 1974年6月8日〜7月13日 - 映画『愛と誠』に主演し、爆発的なヒットとなる[6]。
- 1974年8月3日 - 大阪球場での記念すべき第1回のコンサート「ヒデキ・イン・スタジアム“真夏の夜のコンサート”」を開催した[6]。

## 「激しい恋」のカバー
- ヘヴィメタルな人達 - 『西城秀樹ROCKトリビュート KIDS WANNA ROCK!』収録、1997年
- 妻夫木聡 - 映画『愛と誠』挿入歌、『映画 愛と誠 オリジナル・サウンドトラック』収録、2012年

## 収録アルバム
- 『傷だらけのローラ』